# Gustav Friedrich Eduard Mauve
Gustav Friedrich Eduard Mauve (* 1818; † 1876) war ein preußischer Verwaltungsjurist und Landrat im Kreis Karthaus in der Provinz Westpreußen.

## Leben
Mauve absolvierte ein Studium der Rechte. Ab 1843 war er Auskultator am Oberlandesgericht Königsberg und ab 1844 am Oberlandesgericht Marienwerder. Seit 1847 war er Referendar und seit 1847 Regierungsreferendar in Marienwerder. 1851 wurde Mauwe zum interim. Landrat und 1853 zum Landrat in Karthaus ernannt und wirkte dort bis 1875.
1858 war Mauve Mitglied des Preußischen Abgeordnetenhauses.